# Akepa de Kauai
L'akepa de Kauai (Loxops caeruleirostris) (‘Akeke‘i en hawaià) és una espècie d'ocell de la família Fringillidae i del gènere Loxops. És endèmica de Hawaii, més concretament de l'illa de Kauai; i està en greu perill d'extinció.

## Descripció i comportament
És un ocell bastant petit d'uns 11 cm, amb una cua escotada i un bec cònic de color blau pàl·lid. Com les altres espècies del gènere Loxops té lleugerament creuades les mandíbules, encara que és una característica poc evident. El seu reclam és un penetrant "szeet". S'alimenta d'insectes i aranyes en la cúpula dels boscos on es troba.

## Hàbitat i estat de conservació
Habita en els boscos humits de Metrosideros polymorpha entre 600 i 1.600 m.
Les seves poblacions han decrescut fortament des de començaments dels 90, quan se li estimaven 20.000 exemplars fins a les últimes dades de 2007 que parlen d'una població entre 2.500 i 4.500 individus.
Les raons d'aquesta situació són la perduda d'hàbitat a causa de la introducció de plantes exòtiques i d'ungulats; les malalties portades per mosquits introduïts; i la competència per l'aliment amb espècies introduïdes.